# Ajax København
Ajax København är en dansk handbollsklubb från Köpenhamn, med både dam- och herrlag. Klubben är en av de mest framgångsrika i dansk herrhandbollshistoria med nio danska mästerskap bakom sig. 2022 gick dock herrlaget i konkurs och blev nedflyttade till division 3.

## Klubben
Både herrar och damer spelar sina hemmamatcher i Bavnehøjhallen. 
Klubben grundades som Idrætsforeningen Ajax 1934. Poloklubben av 1908 hade fram till 1934 en handbollssektion, men 1934 underlät styrelsen att anmäla handbollen till handbollsturneringen. Då blev det uppror på årsmötet och många medlemmar lämnade klubben. Några dagar efteråt, den 2 maj 1934, bildades klubben Ajax på ett möte hemma hos Svend Jensen. Under de följande säsongerna vann klubben nio DM-guld för herrar: 1937, 1942, 1944, 1948, 1949, 1950, 1952, 1953 och senast 1964. Ajax København har genom generationer varit en ren herrklubb. Citat ur Ajax Jubileumsskrift 1985-2009 i översättning " Nämnas skall också året 1988, då vi strök ett enda ord i vår stadga, nämligen där det stod ”mandlige”. Ett enkelt ord av stor betydelse eftersom det betydde att kvinnliga medlemmar kunde tas in. Det ledde till att 1989 sammanlades Kvindelig Idrætsforening med IF Ajax. Denna fusion gav ny styrka och utveckling till klubben. På nio år gav det stora framgångar och Ajax tog sig upp i serierna från Danmarksserien till Håndboldligaen. Den 2 maj 1992 skiftade klubben namn till Ajax København År 2009 firade klubben 75-årsjubileum med att ge ut en andra historik. Från 2006 till 2008 spelade klubbens elitlag under namnet Ajax Heroes.
2022 gick herrlaget i konkurs, och blev därmed nedflyttade från division 1 till division 3.

## Herrtruppen 2018-2019
| Nr | Namn                    | Nationalitet | Position    |
| -- | ----------------------- | ------------ | ----------- |
| 3  | Christian Olesen        | Danmark      | Vänstersexa |
| 7  | Rasmus Surland Andersen | Danmark      | Vänstersexa |
| 8  | Anders Foged Rasmussen  | Danmark      | Vänstersexa |
| 9  | Oliver Bergenhagen      | Danmark      | Vänsternia  |
| 10 | Oliver Roepstorff       | Danmark      | Mittnia     |
| 11 | Nichlas Poulsen         | Danmark      | Högersexa   |
| 12 | Casper Risbjerg         | Danmark      | Mittnia     |
| 17 | Anders Hammervig        | Danmark      | Mittsexa    |
| 18 | Martin Risom            | Danmark      | Högernia    |
| 19 | Mikkel Møller           | Danmark      | Högersexa   |
| 21 | Nikolaj Pedersen        | Danmark      | Målvakt     |
| 22 | Gustav Falholt          | Danmark      | Mittnia     |
| 23 | Hakin Sahin             | Danmark      | Mittsexa    |
| 26 | Kasper Nielsen          | Danmark      | Mittsexa    |
| 32 | Anders Meyer Ejlersen   | Danmark      | Målvakt     |
| 33 | Mink Dahl Høegh         | Grönland     | Vänsternia  |

## Damtruppen 2018–2019
| Nr | Navn                    | Nationalitet | Position    |
| -- | ----------------------- | ------------ | ----------- |
| 1  | Sarah Nørklit Lønborg   | Danmark      | Målvakt     |
| 2  | Sylvia Gamys            | Danmark      | Vänstersexa |
| 5  | Maja Eiberg Jørgensen   | Danmark      | Vänsternia  |
| 7  | Simone Monsrud Pedersen | Danmark      | Mittsexa    |
| 8  | Stine Eiberg Jørgensen  | Danmark      | Mittnia     |
| 9  | Stine Nørklit Lønborg   | Danmark      | Vänsternia  |
| 10 | Christina Wildbork      | Danmark      | Vänsternia  |
| 11 | Rosa Skovlund           | Danmark      | Vänstersexa |
| 12 | Emilie Jacobsen         | Danmark      | Målvakt     |
| 13 | Sofie Bardrum           | Danmark      | Mittsexa    |
| 15 | Cecilie Woller          | Danmark      | Vänsternia  |
| 19 | Anne Tolstrup           | Danmark      | Högersexa   |
| 20 | Eva Björk Daviðsdóttir  | Island       | Mittnia     |
| 22 | Nadia Chahade           | Danmark      | Målvakt     |
| 23 | Amit Izak               | Israel       | Vänstersexa |
| 24 | Nikoline Brøns          | Danmark      | Vänsternia  |
| 26 | Nadia Kongsted          | Danmark      | Högersexa   |
| 27 | Anna Grundtvig          | Danmark      | Vänstersexa |

### Fotnoter
1. 1 2  ”Ajax København erklæret konkurs”. TV2 Sport. https://sport.tv2.dk/haandbold/2022-10-11-ajax-koebenhavn-erklaeret-konkurs. Läst 11 oktober 2022.
2. ↑  ”Ajax jubileumsbog 1934-1984”. https://ajax.dk/wp-content/uploads/2013/08/Ajax_jubilærum-bog_1934-1984_screen.pdf. Läst 26 mars 2009.
3. ↑  ”Ajax bog 2009-1985”. https://ajax.dk/wp-content/uploads/2013/08/Ajaxbog_2009-1985_screen.pdf. Läst 26 mars 2019.